# Las brujas de Zugarramurdi
Las brujas de Zugarramurdi is een Spaanse film uit 2013, geregisseerd door Álex de la Iglesia.

## Verhaal
José (Hugo Silva) heeft samen met Antonio (Mario Casas) een overval gepleegd en samen met José's zoontje Sergio en taxi-chauffeur Manuel zijn ze op de vlucht voor de politie. Het plan is om naar Frankrijk te vluchten. Onderweg stoppen ze bij een restaurant in het grensplaatsje Zugarramurdi. Met zowel José's ex-vrouw als de politie op de hielen, wacht hen een confrontatie met een groep heksen. 

## Rolverdeling
| Acteur           | Personage                |
| ---------------- | ------------------------ |
| Hugo Silva       | José Fernández Cuesta    |
| Mario Casas      | Antonio "Tony"           |
| Carolina Bang    | Eva                      |
| Jaime Ordóñez    | Manuel Sánchez García    |
| Carmen Maura     | Graciana Barrenetxea     |
| Terele Pávez     | Maritxu                  |
| Gabriel Delgado  | Sergio Fernández         |
| Pepón Nieto      | Inspecteur Alfonso Calvo |
| Secun de la Rosa | Inspecteur Jaime Pacheco |
| Santiago Segura  | Miren                    |
| Macarena Gómez   | Silvia                   |
| Javier Botet     | Luis Miguel "Luismi"     |
| Carlos Areces    | Conchi                   |

## Ontvangst

### Recensies
Op Rotten Tomatoes geeft 83% van de 30 recensenten de film een positieve recensie, met een gemiddelde score van 6,66/10. Metacritic komt tot een score van 73/100, gebaseerd op 10 recensies.

### Prijzen en nominaties
De film werd genomineerd voor 10 Premios Goya, waarvan de film er 8 won.
| Jaar | Prijs                           | Categorie                | Genomineerde                                                                                         | Resultaat   |
| ---- | ------------------------------- | ------------------------ | --- | ----------- |
| 2014 | Premios Goya (28ste uitreiking) | Beste vrouwelijke bijrol | Terele Pávez                                                                                         | Gewonnen    |
| 2014 | Premios Goya (28ste uitreiking) | Beste camerawerk         | Kiko de la Rica                                                                                      | Genomineerd |
| 2014 | Premios Goya (28ste uitreiking) | Beste montage            | Pablo Blanco                                                                                         | Gewonnen    |
| 2014 | Premios Goya (28ste uitreiking) | Beste enscenering        | Arturo García, José Luis Arrizabalaga                                                                | Gewonnen    |
| 2014 | Premios Goya (28ste uitreiking) | Beste productieontwerp   | Carlos Bernases                                                                                      | Gewonnen    |
| 2014 | Premios Goya (28ste uitreiking) | Beste geluid             | Charly Schmukler, Nicolas de Poulpiquet                                                              | Gewonnen    |
| 2014 | Premios Goya (28ste uitreiking) | Beste speciale effecten  | Juan Ramón Molina, Ferrán Piquer                                                                     | Gewonnen    |
| 2014 | Premios Goya (28ste uitreiking) | Beste kostuums           | Francisco Delgado López                                                                              | Gewonnen    |
| 2014 | Premios Goya (28ste uitreiking) | Beste grime en haarstijl | María Dolores Gómez Castro, Javier Hernández Valentín, Pedro Rodríguez, Francisco J. Rodríguez Frías | Gewonnen    |
| 2014 | Premios Goya (28ste uitreiking) | Beste filmmuziek         | Joan Valent                                                                                          | Genomineerd |